# كارستن سميث
كارستن سميث (بالإنجليزية: Karsten Smith)‏ (13 نوفمبر 1988 هونتينغتون ستاشن الولايات المتحدة - ) هو لاعب كرة قدم أمريكي يلعب كمدافع.